# World Organisation of Scuba Diving
De World Organisation of Scuba Diving (WOSD) is een internationale duiktrainingsorganisatie met aangesloten duikcentra en instructeurs in Duitsland, Groot-Brittannië, Nederland en andere landen. In Nederland bevindt zich het hoofdkantoor van de organisatie. 
WOSD is in 2005 opgericht met het doel om een nieuwe, innovatieve methode van duikopleidingen te realiseren, gebaseerd op het zogenaamde 'Digital Learning System' oftewel 'D-learning'. D-learning geeft de mogelijkheid om de theoretische kennis voor de duikopleiding flexibel en op een zelfgekozen wijze en moment te vergaren. Beheerst de cursist de theorie eenmaal, dan kan de eindtoets gemaakt worden waarna de cursist verdergaat met het praktijkdeel van de duikopleiding.
WOSD was destijds de eerste duikorganisatie die zijn opleidingen volledig heeft ontwikkeld volgens de (in 2004 gepubliceerde) Europese Normen voor duikopleidingen (CEN-EN 14153-1, CEN-EN 14153-2, CEN-EN 14153-3, CEN-EN 14413-1, CEN-EN 14413-2 en CEN-EN 14467).
WOSD werkt samen met de volgende andere duikorganisaties; voor duikmedische aspecten met Divers Alert Network (DAN) en voor duiken met een beperking met International Association for Handicapped Divers (IAHD).

## Opleidingen
WOSD Duikopleidingen voor kinderen
- Ocean Ranger, niveau 1
- Ocean Ranger, niveau 2

WOSD Duikopleidingen
- MiniDuikSet gebruiker
- Duiker onder toezicht, niveau 1
- Zelfstandig duiker, niveau 2

WOSD Kaderopleidingen
- Duikleider, niveau 3
- Instructeur, niveau 1
- Instructeur, niveau 2
- Staff Instructeur
- Instructeur Trainer
- Instructeur Examinator